# 엘리자베트 폰 뷔르템베르크 공녀
엘리자베트 폰 뷔르템베르크(Elisabeth Wilhelmine Louise von Württemberg, 1767년 4월 21일 ~ 1790년 2월 18일)는 신성 로마 제국의 황제 프란츠 2세의 첫 번째 아내이다.

## 생애
프리드리히 오이겐 폰 뷔르텐베르크 공작의 셋째딸로, 형제들로는 뷔르템베르크 왕국의 국왕 프리드리히, 러시아의 황후 마리아 표도로브나 등이 있다. 요제프 2세는 엘리자베트가 열 다섯 살이 되던 해, 그녀를 빈으로 불러들여 가톨릭으로 개종시키고 수준높은 교육을 시켰다. 1788년 1월 6일 엘리자베트는 요제프 2세의 조카 프란츠 대공과 결혼했고 그녀의 젊음과 활기는 늙고 쇠약한 요제프 2세의 만년을 즐겁게 했다. 그러나 이듬해인 1789년 엘리자베트는 딸 루도비카 엘리자베트를 낳고 산욕으로 죽었다. 루도비카 엘리자베트 또한 태어난 지 16개월만에 요절했다.